# JR Kyushu série BEC819
La série BEC819 (BEC819系, BEC819-kei) est un type de rame automotrice à batteries exploitée par la compagnie JR Kyushu au Japon.

## Description
La série comprend 18 exemplaires de 2 voitures fabriqués par Hitachi.
Les rames sont équipées de batteries lithium-ion d'une capacité de 360 kWh qui permettent d'alimenter l'ensemble du train et d'assurer la traction sur les lignes non électrifiées. Sur les lignes électrifiées, la rame est alimentée par la caténaire via les pantographes, ce qui permet également de recharger les batteries. Elles sont surnommées "DENCHA" pour "Dual ENergy CHArge train".

## Histoire
Le premier exemplaire de la série BEC819 est entré en service le 19 octobre 2016. La série remporté un Blue Ribbon Award en 2017.

## Affectation
Les rames de la série BEC819 circulent sur les lignes Fukuhoku Yutaka, Chikuhō et Kashii.

## Galerie photos

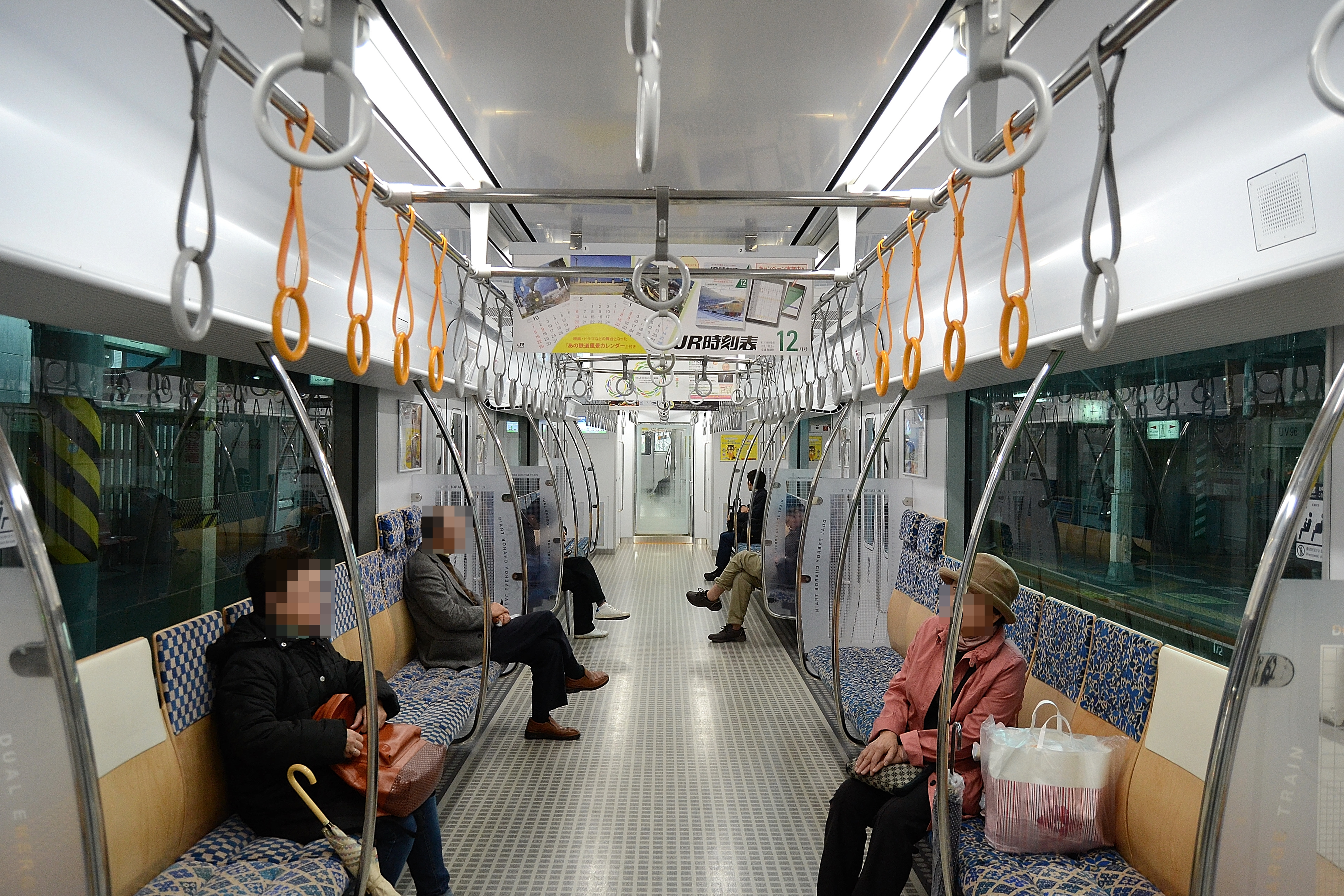
Intérieur d'une voiture.
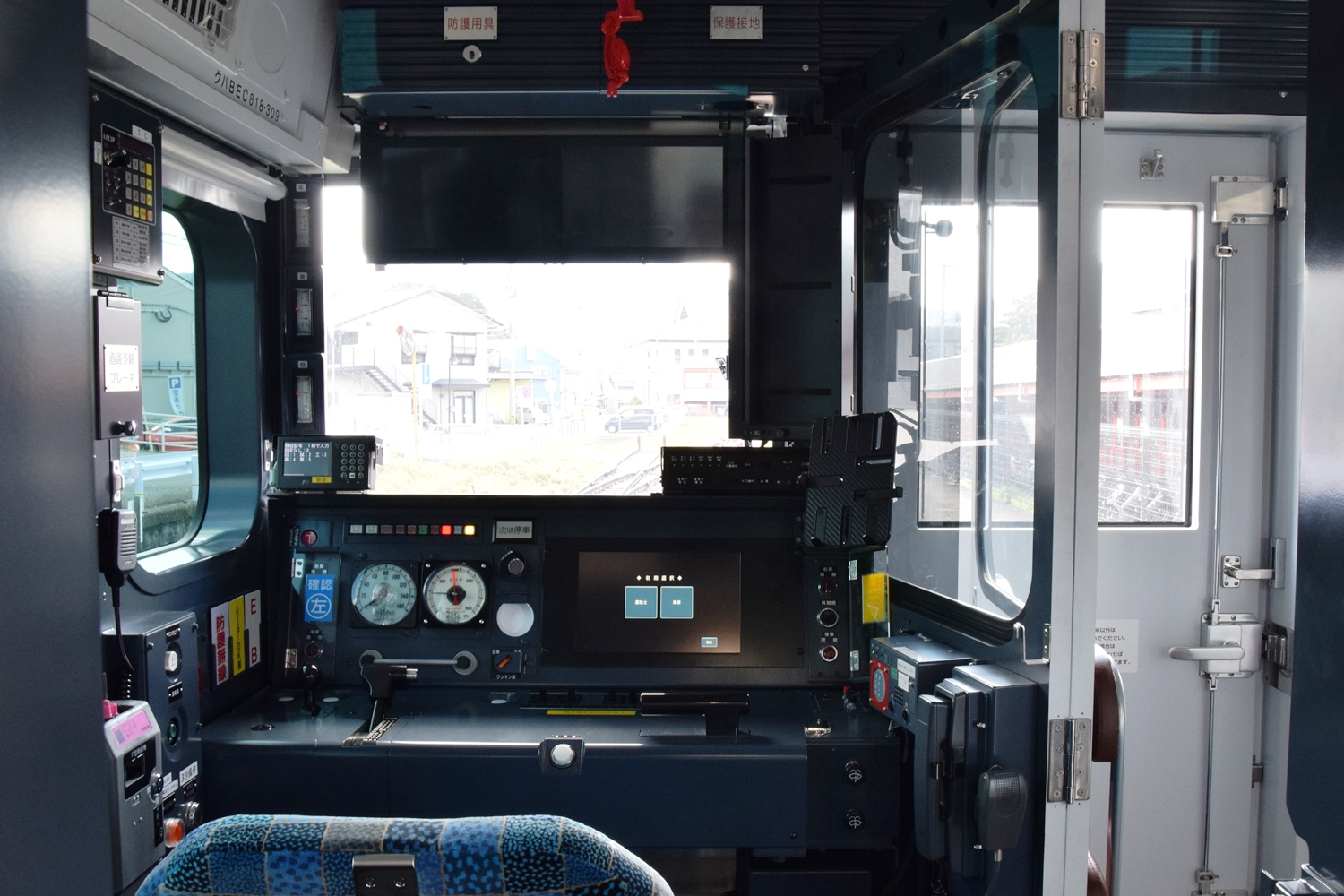
Cabine de conduite.
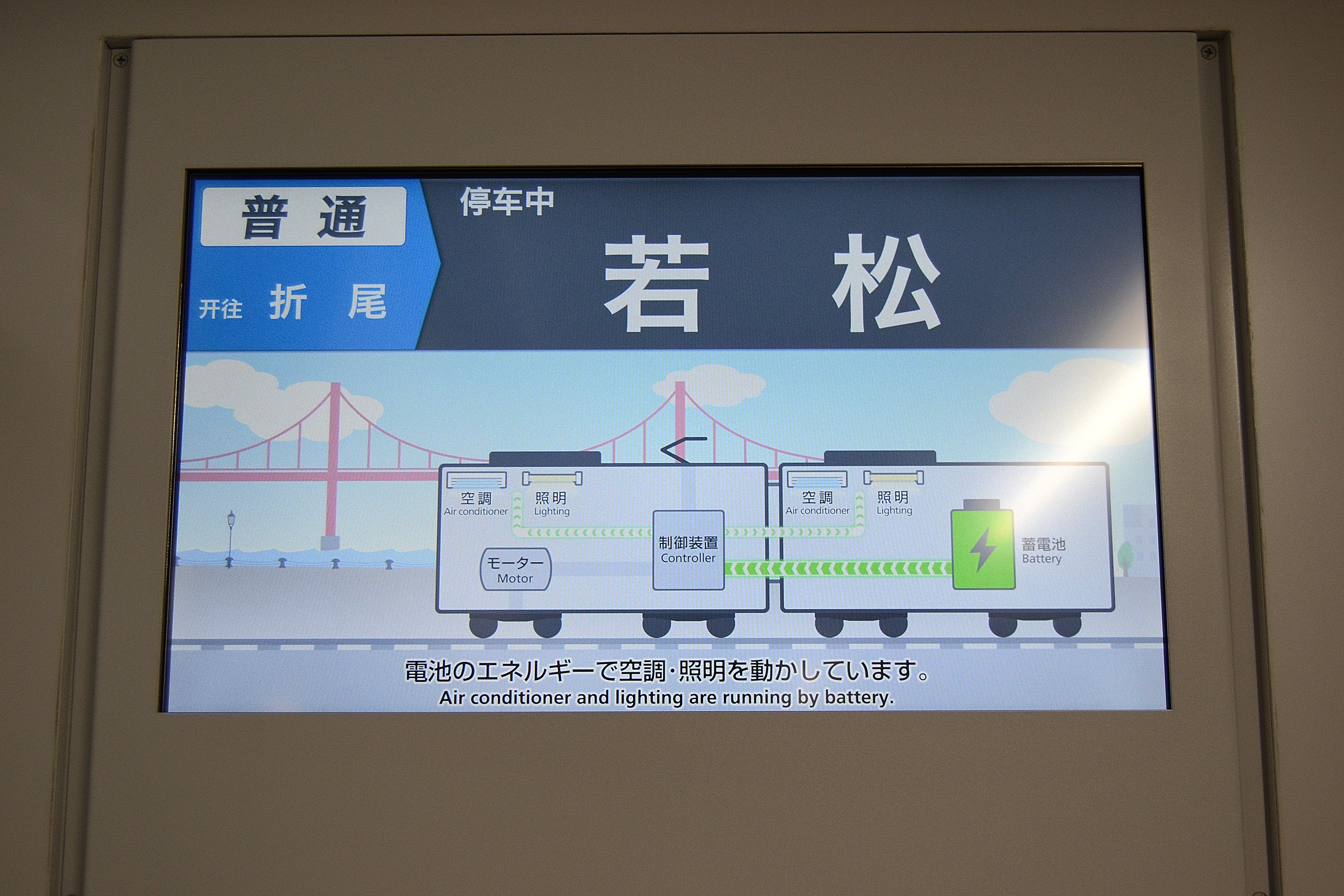
Ecran LCD expliquant le fonctionnement du train.